# Настоящие офиуры
Настоящие офиуры (лат. Ophiuridae) — семейство иглокожих из отряда Ophiurida класса офиур.

## Описание
Морские иглокожие. Виды этого семейства можно узнать в основном по идеально голому центральному диску, лишенному грануляции. Диск округлый; плоский (на уровне рук-лучей). Дорсальный диск без гранул; без первичных пластин; без шипов, но с чешуйками. Пластина спинного диска без бугорков. Форма лучей неразветвленная; длина около 3-кр. диаметра диска; покрытие без гранул/шипов/бугорков. Гребни лучей присутствуют. Дорсальная пластина лучей развита. Дополнительная дорсальная пластина лучей отсутствует. Имеется вентральная пластина руки.

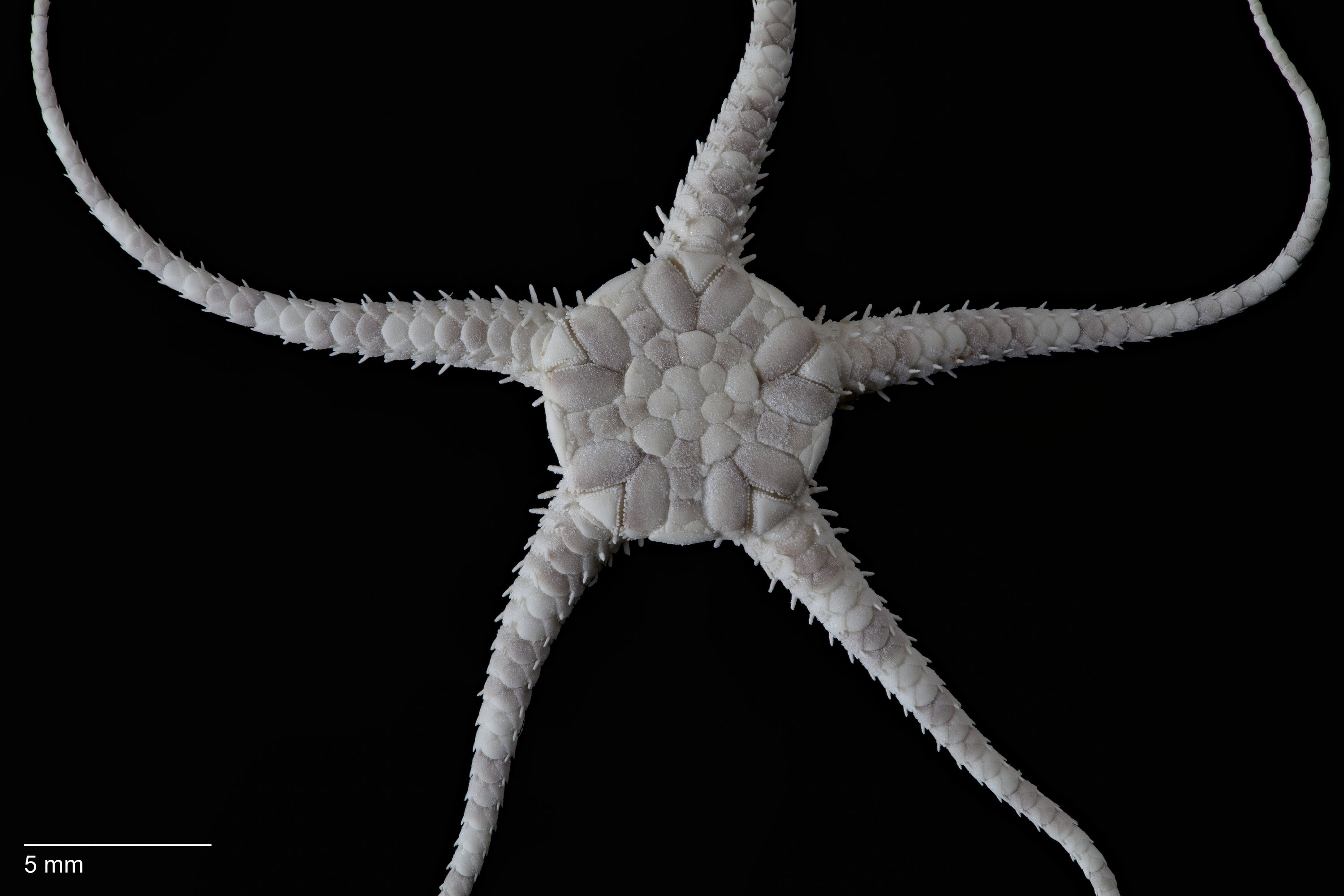
Ophiocrossota multispina
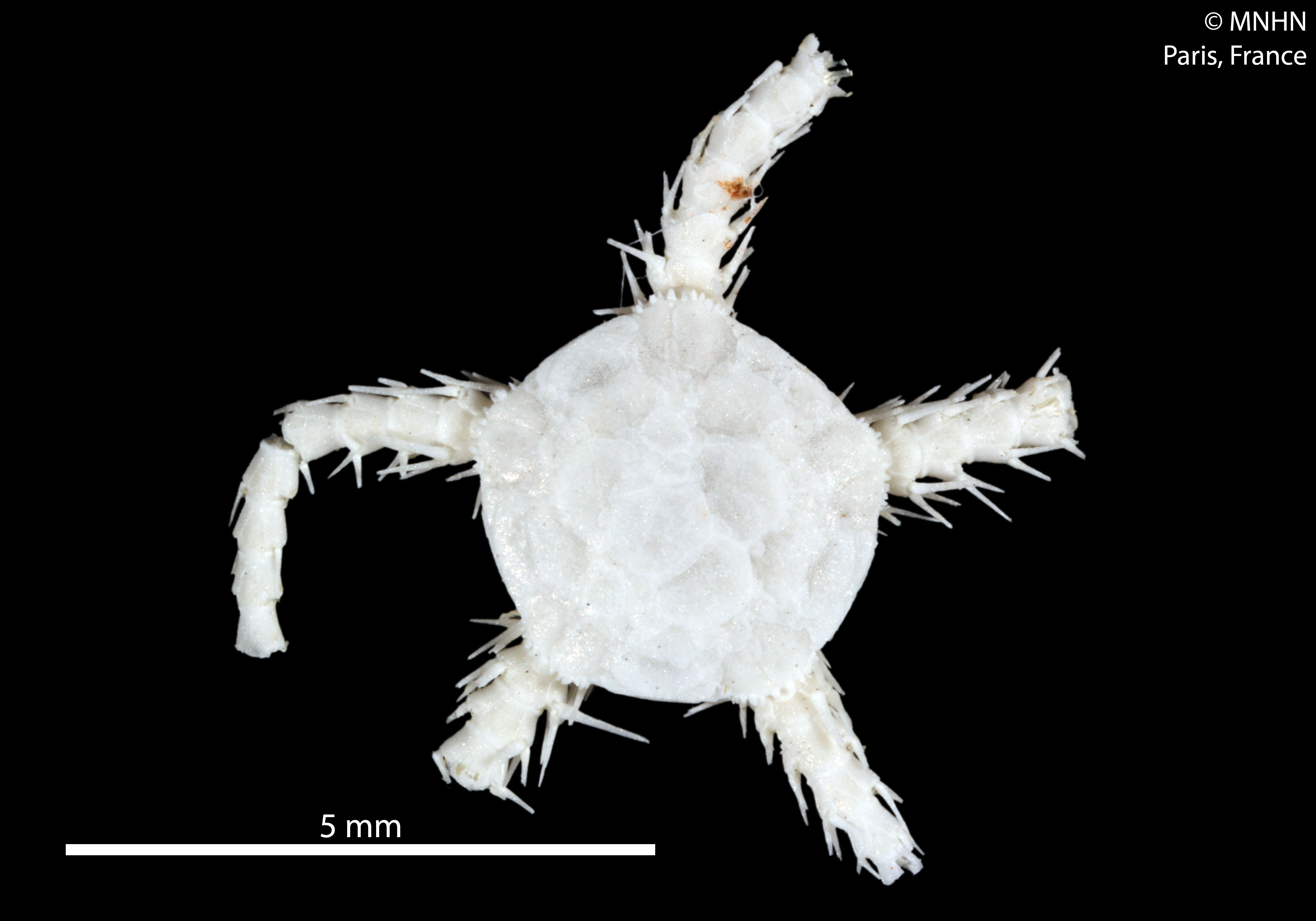
Ophiocten centobi
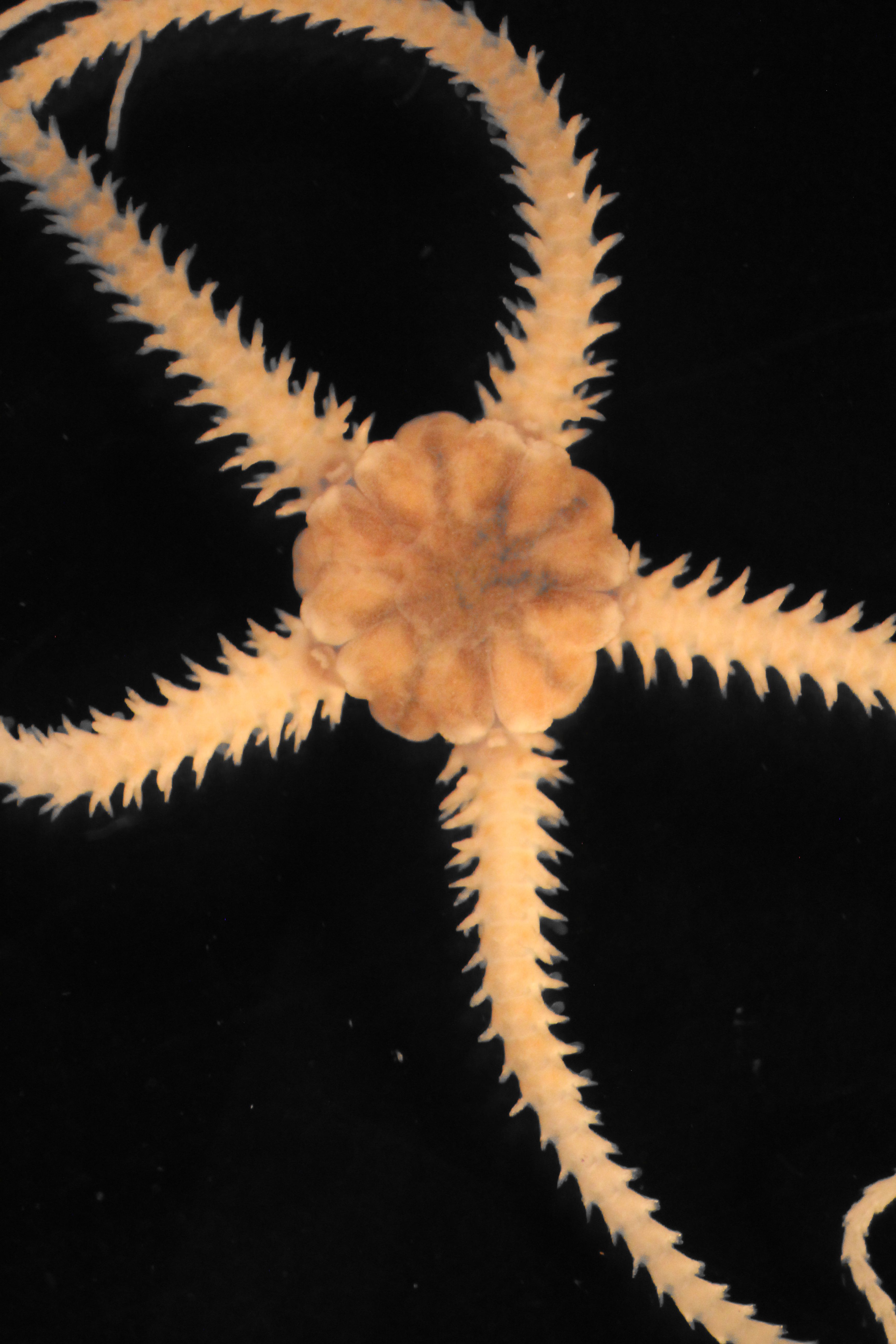
Ophioctenella acies
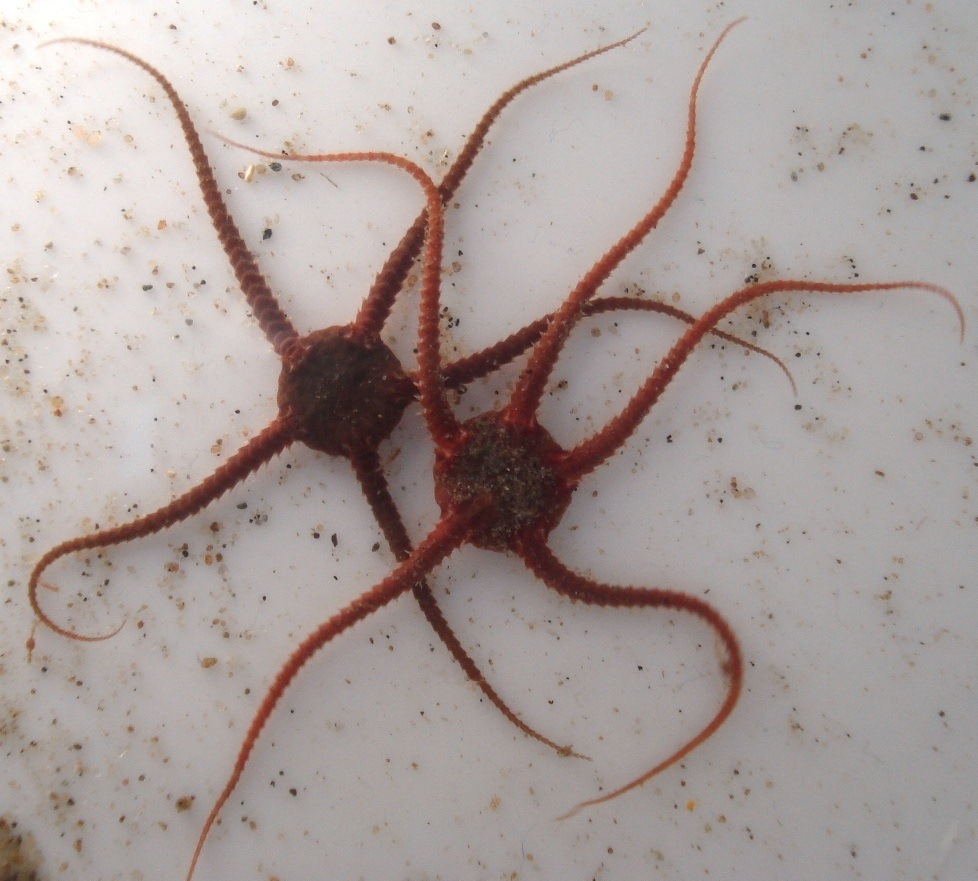
Ophiura albida
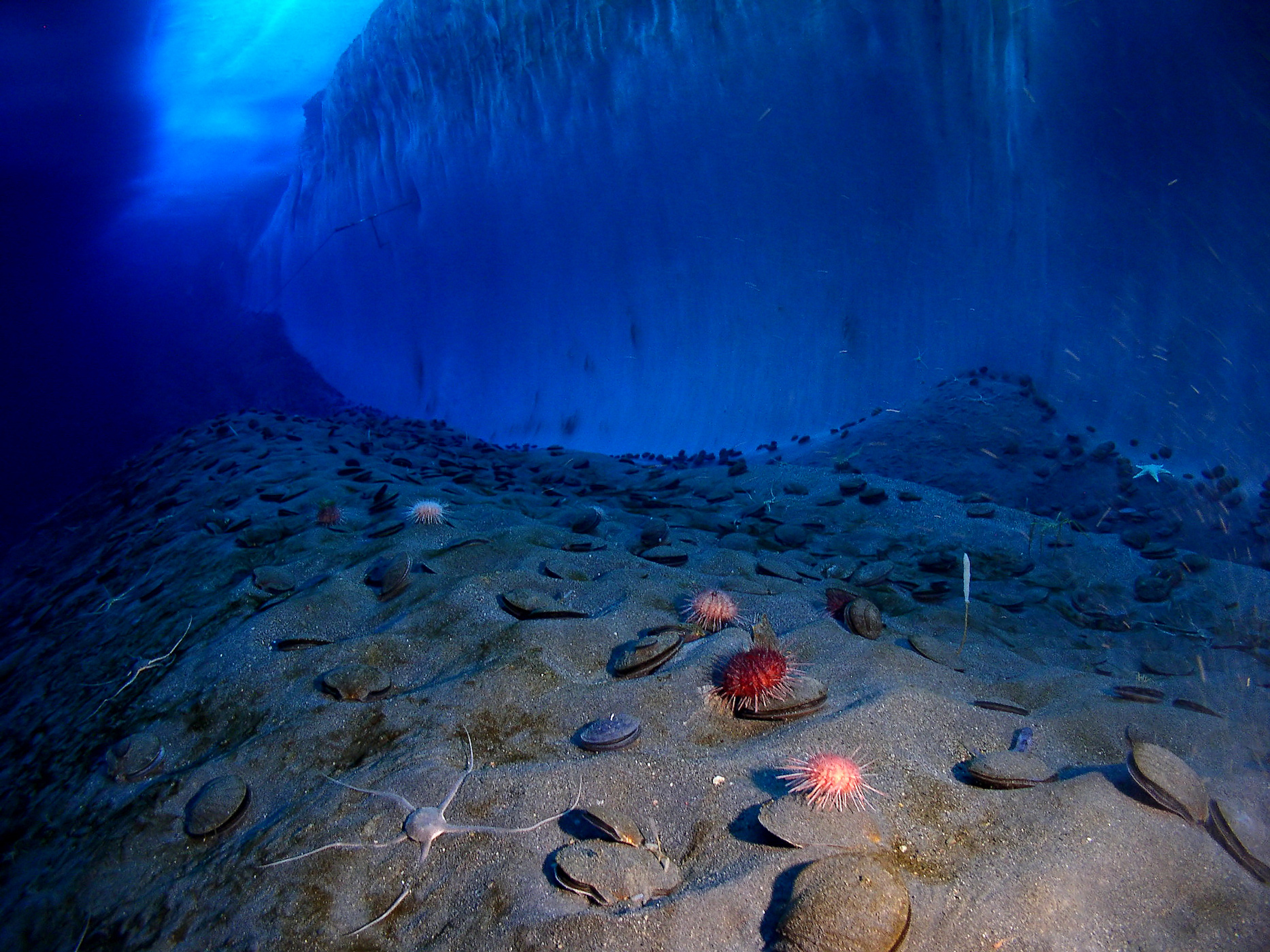
Ophionotus victoriae, Антарктика

## Классификация
Около 300 видов. Это семейство является типовым семейством всех офиур, и поэтому исторически в него было включено большое количество родов, теперь распределенных по другим семействам. Современные генетические классификации значительно сузили это семейство по сравнению с его объемом в конце 20-го века. Выделяют следующие родовые таксоны:
- подсемейство Ophiurinae Lyman, 1865
  - † Aspiduriella Bolette, 1998 
  - † Felderophiura Jagt, 1991 
  - † Hofmannistella Detre, 1971 
  - Ophiocrossota H.L. Clark, 1928 — 1 вид
  - Ophiocten Lütken, 1855 — 30 видов
  - Ophioctenella Tyler, Paterson, Sibuet, Guille, Murton & Segonzac, 1995 — 1 вид
  - Ophionotus Bell, 1902 — 3 вида
  - Ophiura Lamarck, 1801 — 160 видов
  - † Praeaplocoma Broglio Loriga & Berti Cavicchi, 1972
  - † Syntomospina Morris, Rollins & Shaak, 1973
- Incertae sedis
  - †Huangzhishania Chen, Shi & Kaiho, 2004